# Аба, Амадеус
Амадеус Аба, Амаде(й) Аба (венг. Aba Amadé; ? — 5 сентября 1311) — крупный венгерский магнат, который де-факто самостоятельно управлял северными и северо-восточными графствами королевства (сегодня это части Венгрии, Словакии и Закарпатской области Украины). Он несколько раз занимал должность палатина Венгрии (1288—1289, 1290—1291, 1291—1293, 1295—1296, 1297—1298, 1299—1300, 1302—1310), и он также дважды был королевским судьёй (1283—1285, 1289). Он был убит у ворот города Кашша саксонскими бюргерами.

## Семья и ранняя карьера
Представитель венгерского дворянского клана Аба. Сын Давида I, члена рода (клана) Аба, который упоминался как «ишпан» в источниках и предок семьи Бертоти. У Амадеуса было два брата, Финта Аба (? — 1287), воевода Трансильвании (1278—1280) и палатин Венгрии (1280—1281), который поднял восстание против короля в 1281 году, и королевский судья Петер Аба, который был близким союзником Амадея. У Амадеуса была сестра, которая вышла замуж за Шимона Качича.
У Амадеуса Абы было по меньшей мере шесть сыновей и дочь от его неизвестной жены, которая пережила его. Старший сын был Янош Аба, который служил в качестве конюшего. Два других его сына, Миклош III и Давид II, были убиты в битве при Розгановцах в 1312 году. Единственная дочь Амадеуса Екатерина вышла замуж за Морица Чака (ок. 1270—1336) в 1301 году, который позже стал доминиканским монахом. Екатерина также приняла монашество и поселилась на острове Маргит. Этот поступок возмутил Амадеуса, который на короткое время заключил Морица в тюрьму в Буде, но позже освободил его.
Амадеус Аба сражался в битве при Мархфельде в составе армии короля Венгрии Ласло IV, посланной королю Германии Рудольфу I против короля Богемии Оттокара II (26 августа 1278 года). В 1280 году Амадеус Аба стал главой Германштадта (ныне Сибиу в Румынии), то есть королевским офицером, назначенным для управления трансильванскими саксами. После увольнения его брата Финты Абы с поста палатина он восстал против короля Ладислава в 1281 году. Так как Петер Аба был назначен главой казначейства, а об Амадеусе Абе нет никаких упоминаний, то, скорее всего, будет объявлено, что только Финта восстал против короля, а не весь клан Аба.
Король Венгрии Ласло IV назначил Амадеуса Абу на должность королевского судьи в 1283 году. В феврале 1285 года он успешно сражался против монголов, которые грабили северо-восточные части королевства. Он получил землю и особые привилегии в Польше от Владислава Локетека, короля Польши, и на польском языке его называли Амадей.

## Могущественный магнат

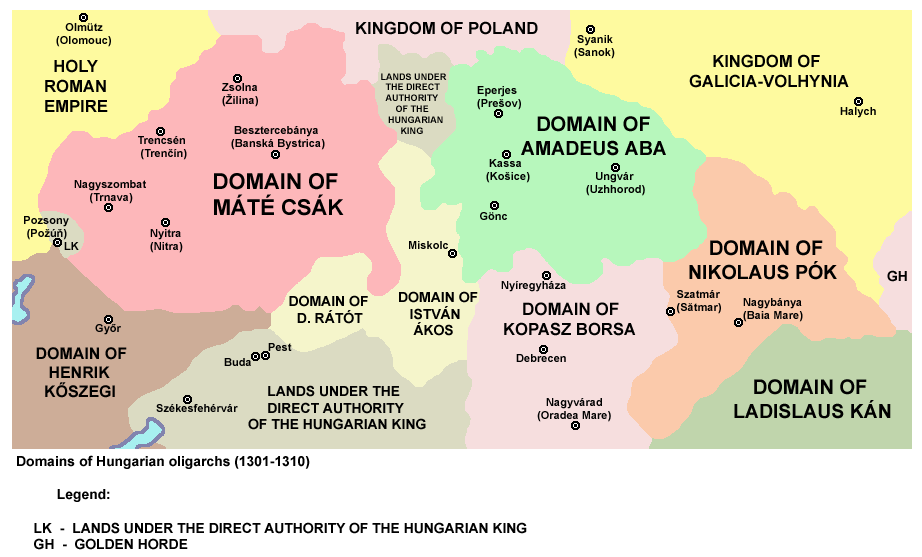
Провинция Амадеуса Абы

После 9 августа 1288 года Амадеус Аба стал палатином Венгрии, он занимал эту должность в первый раз до 1289 года, когда он снова получил должность королевского судьи. Позже он восстал против короля, чьи войска заняли один из его замков, Токай (до 27 мая 1290 года). После смерти короля (10 июля 1290) Амадей Аба стал верным сторонником венгерского короля Андраша III, который пожаловал ему пост палатина. Хотя король назначил нового палатина уже в 1291 году, он всё ещё продолжал использовать этот титул до своей смерти, а позже он был утверждён в должности несколько раз королями. После 1297 года Амадеус Аба был одним из самых влиятельных сторонников короля Андраша III, и он даже заключил формальный союз с королём и другими его последователями во второй половине 1298 года.
После смерти короля Андраша III (14 января 1301 года) некоторые из могущественных аристократов стали сторонниками Вацлава, наследного принца Богемии, в то время как другие, включая Амадеуса Абу, поддержали притязания Карла Роберта (1288—1342), члена Анжуйской династии. Карл Роберт Анжуйский осаждал Буду, столицу королевства, в сентябре 1302 года, но Иван Кёсеги освободил город. Хартии Карла показывают, что он в основном оставался в южных частях королевства в течение следующих лет, хотя он также посетил Амадеуса Абу в крепости Генц. В 1304 году словацкие немцы а жители Кашшы при поддержке Вацлава безуспешно осаждали резиденцию Амадеуса, Гёнц.
Позже Вацлав покинул королевство (август 1304 года), а вскоре после этого Амадеус Аба заключил соглашение с Карлом Робертом Анжуйским и герцогом Рудольфом III Австрийским против отца Вацлава, короля Богемии Вацлава II Прежемысловича. В 1304 и 1305 годах он оказал военную помощь герцогу Владиславу Куявскому против короля Вацлава II, который оккупировал Малую Польшу. Владислав также жил в Генце в течение нескольких лет. Этот случай доказывает, что Амадеус Аба проводил независимую внешнюю политику, подобно другим олигархам королевства. Венгерская иллюстрированная хроника сообщает, что он считал Карла своим королём «только на словах, но не на деле».
Амадей Аба присутствовал на собрании в Ракоше (10 октября 1307 года), где участники подтвердили притязания Карла Роберта Анжуйского на венгерский престол. Карл был провозглашён королём на собрании в Пеште (27 ноября 1308 года), в присутствии Амадеуса Абы. В 1308 году он стал главой (ишпаном) Сепеша (Спиша). Он присутствовал при коронации короля Карла Анжуйского в Буде (15 июня 1309 года). Впоследствии он был посредником между королём и Ладиславом Каном, воеводой Трансильвании, который дал обещание, что он передаст Карлу Роберту Анжуйскому королю Иштвана Святого.
Король Карл лишил его своих должностей около мая 1310 года, поскольку Амадей был упомянут как «бывший палатин» в королевской хартии. В течение года Амадеус Аба занял несколько замков. Он хотел расширить своё влияние на город Кашша, но горожане восстали против него, и они убили Амадея в стычке 5 сентября 1311 года. Двое из его сыновей, Амадей II и Доминик были захвачены и взяты в заложники вместе с другими 45 членами семьи и вассалами.

## ДоминионАбы

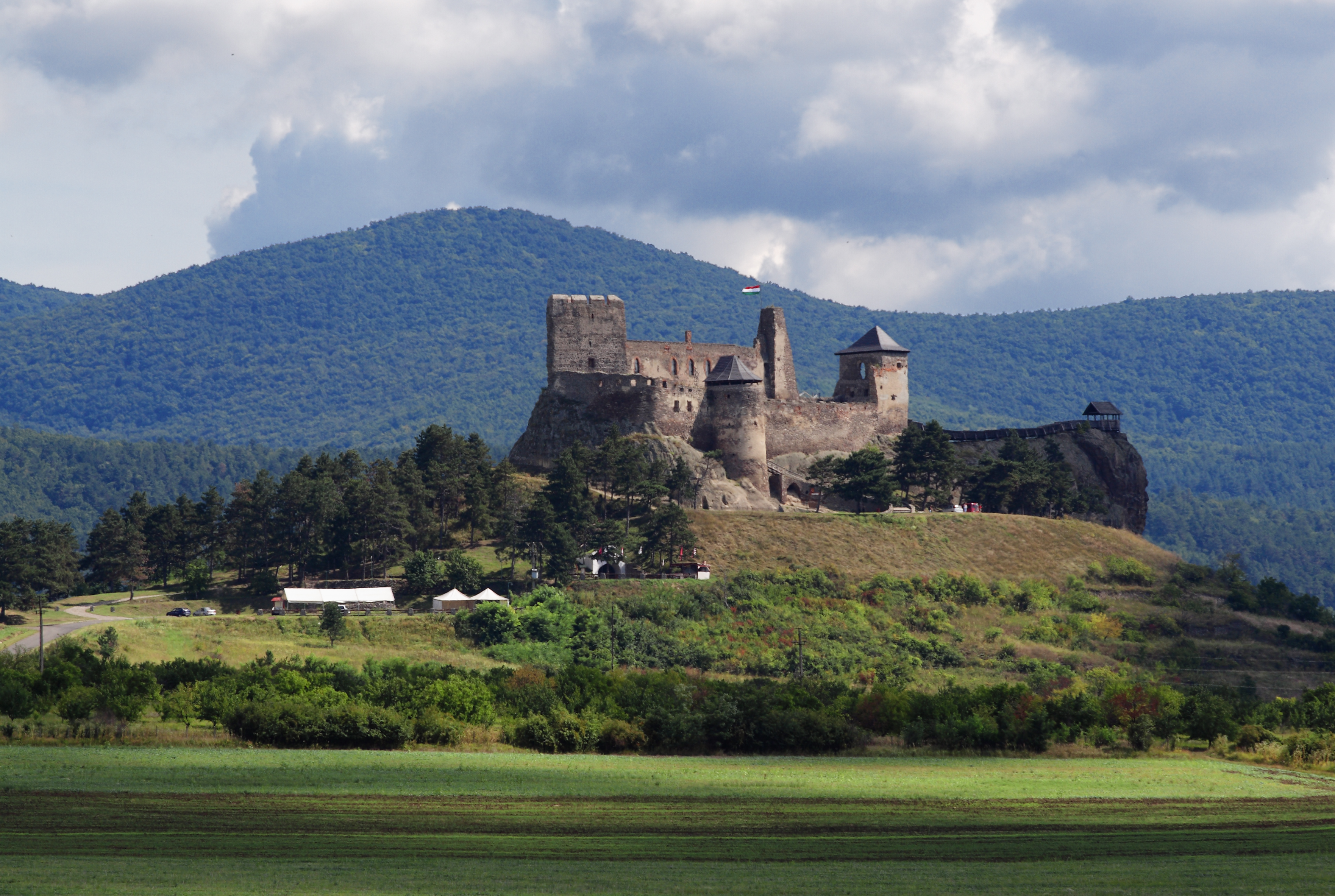
Замок Болдогкё, принадлежащий Амадею Абе с 1300 года

Амадеус и его брат Финта унаследовали Невицке (ныне Невицкое, Украина) от своего отца, где Амадеус построил замок. Возможно, они также унаследовали Соколы (сегодня Соколь в Словакии). Его земельные владения постепенно расширялись в течение последних десятилетий XIII века. В 1288 году король Ласло IV пожаловал ему комитат Унг, таким образом, он мог удерживать бывшие королевские владения в графстве до своей смерти. Около 1300 года он приобрёл замок Болдогкё и Гёнц, позже он также владел замком Регец. В 1310 году он занял Любло (ныне Стара-Любовня в Словакии) и Мункач (ныне Мукачево в Украине). К 1311 году Амадеус Аба правил графствами Абауй (из своего замка в Абауйваре и Генце), Земплен, Унг, Берег и Сепеш, но кроме того, он также имел влияние в некоторых частях графств Боршод, Гёмёр и Сабольч.
Амадей Аба узурпировал королевские прерогативы в своих владениях, например, он даровал земли и дворянство своим последователям. Он управлял своими владениями из своего северо-Восточного венгерского замка в Гёнце. Он также экспроприировал судебную функцию на своей территории, поскольку у него был собственный суд в Вижое. Амадеус Аба произвольно накладывал обязанности, строил замки и назначал каштелянов среди своих приближённых без разрешения короля. У Амадеуса был свой провинциальный суд, где он избирал канцлеров, нотариусов, судей и даже королевского судью, имитируя функции королевского двора. Помимо пошлин, торговля и бизнес также находились под его влиянием. Он постоянно преследовал и притеснял городские рынки и торговцев, особенно в Кашше. Местные дворяне были вынуждены присягнуть на верность родичам Амадеуса Абы. Согласно грамоте, выданной в 1302 году, его войска захватили владения местного дворянина в комитате Абауй, а сам владелец был заключён в тюрьму и угрожал смертью, чтобы убедить его передать дарственную грамоту семьи.
Историк Аттила Жолдош проводит различие между «олигархами» (например, Матуш Чак) и «провинциальными лордами» (например, Угрин Чак) относительно роли королевской власти в управлении провинцией. Амадей Аба осуществлял суверенные права в своих владениях, но оставался верен королям (он восстал против центральной власти только один раз в 1288 году, когда непопулярный Ласло IV потерял всю внутреннюю и внешнюю поддержку), поэтому Жолдош называет его «верным олигархом», наряду со Иштваном Акошем.
После его смерти 3 октября 1311 года посланники короля Карла Анжуйского заключили соглашение между вдовой Амадеуса, сыновьями и городом, которое также предписывало его сыновьям отказаться от двух графств и позволить дворянам, населяющим их домены, свободно присоединиться к Карлу. Это означало конец провинции клана Аба на северо-востоке Венгрии. Тем не менее, сыновья Амадеуса Абы вскоре вступил в союз с Матушем Чаком, самым могущественным олигархом в королевстве, против короля. Тем не менее, его сыновья не смогли сохранить свою власть, и после их поражения в битве при Розгановцах (ныне Рожановце в Словакии) владычество клана Аба закончилось. Воспользовавшись их падением, Петер, сын Петенье (? — 1318/1321), подчинил своей власти комитат Земплен, в то время как некоторые из бывших замков Амадеуса Абы и его владений были приобретены членами семьи Другет в 1320—1340-х годах.